# Augustine Bulteau
Pour les articles homonymes, voir Bulteau.
Augustine Mathilde Victoire Bulteau dite aussi Madame Bulteau (1860-1922) est une journaliste, romancière et salonnière française. Elle signa ses textes sous les pseudonymes de Fœmina, de Cleg ou de Jacque Vontade.

## Biographie
Née le 29 février 1860 à Neuilly-sur-Seine, Augustine Bulteau est éduquée dans une famille appartenant à la grande bourgeoisie industrielle textile originaire de Roubaix ; son père, Alexandre-Auguste Bulteau s'était installé à Paris, rue du Sentier et fut nommé chevalier de la Légion d'honneur en 1863. 
Le 18 septembre 1880, elle épouse l'écrivain Jules Ricard ; le divorce est prononcé le 19 novembre 1896, mais la séparation datait de bien plus tôt. Dans l'intervalle, et à partir de la fin des années 1880, Augustine Bulteau, surnommée « Toche », rassemble un cercle d'artistes et d'écrivains qu'elle réunit en son domaine à Léry en Bourgogne. Elle pratique la peinture, le dessin, la photographie, organise des spectacles vivants et laisse un important témoignage iconographique, conservé en partie par la Bibliothèque nationale de France, dans lequel l'on croise par exemple l'artiste Maxime Dethomas qui fut l'un de ses plus fidèles amis,. Bulteau est aussi très liée à Isabelle Crombez de La Baume-Pluvinel (1858-1911), qui publie sous le nom de « Laurent Évrard » ; ces deux femmes occupent le palais Dario à Venise et y reçoivent de nombreuses personnalités du monde des arts et de la culture.

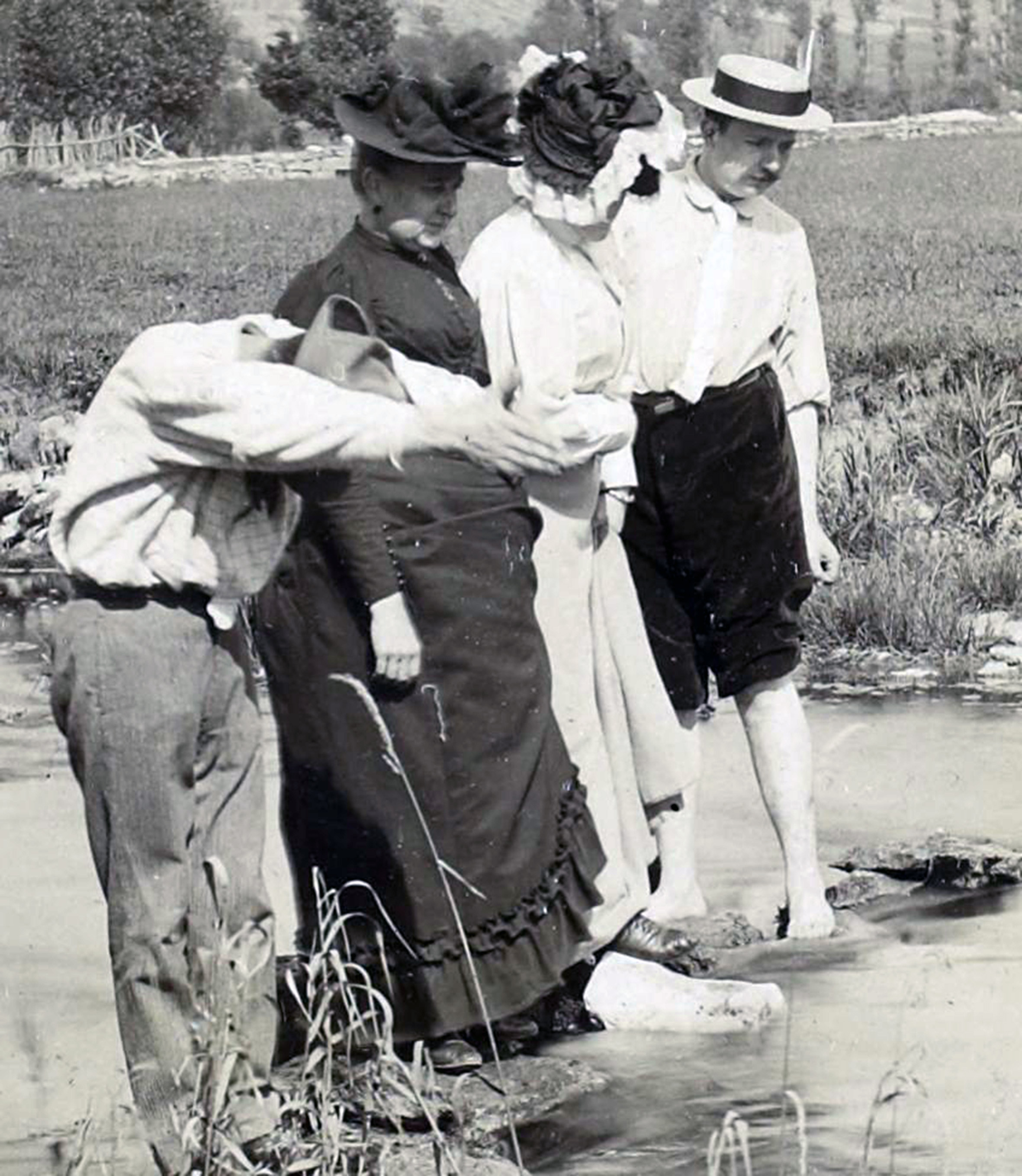
Madame Bulteau et quelques amis à Léry (vers 1890).

En 1898, sous le pseudonyme de Cleg, elle écrit des chroniques régulières dans l’hebdomadaire La Vie parisienne et y publie son roman Les Histoires amoureuses d’Odile en feuilleton.
En parallèle, en 1899, elle inaugure une chronique signée « Foemina » dans le quotidien mondain Le Gaulois jusqu'en 1901, puis, l'année suivante, la poursuit dans Le Figaro jusqu'en 1914. Elle y soutiendra notamment la candidature de Marie Curie à l’académie.
En 1900, sous un autre pseudonyme, celui de « Jacque Vontade », elle se lance dans une carrière de romancière avec la publication des Histoires amoureuses d'Odile chez Ollendorff.
Le 11 janvier 1913, elle est nommée chevalier de la Légion d'honneur par le ministère de l'Instruction publique.
Elle meurt à Paris le 29 septembre 1922 au 149 avenue de Wagram, lieu où elle avait l'habitude de recevoir ses amis. Ses mémoires paraissent entre 1922 et 1929. 
Redécouverte, son importante correspondance est éditée, révélant ses liens avec Louis Duchesne (de 1902 à 1922), Jean de Tinan, Paul-Jean Toulet, entre autres.

## Œuvre littéraire
- Histoires amoureuses d'Odile, roman, P. Ollendorff, 1900.
  - Les Histoires amoureuses d’Odile, Paris, Feuilleton de la Vie parisienne, 1898-1899    (Wikisource)
- Un voyage. Belgique, Hollande, Allemagne, Italie, récit, Bernard Grasset, 1904.
- La Lueur sur la cime, roman, Paris, Calmann-Lévy, 1904    (Wikisource)
- L'Âme des Anglais, essai, Bernard Grasset, 1910.
- La Conquête de la joie, souvenirs, présentation par Raymond Schwab, Bernard Grasset, 1922.
- Dans la paix du soir, souvenirs, présentation par Raymond Schwab, Au sans pareil, 1929.
- Avec Jean de Tinan et Paul-Jean Toulet, Le Mariage de Don Quichotte, présenté par Henri Martineau, Le Divan, 1958.